# Singhikalia laterimarginata
Singhikalia laterimarginata is een keversoort uit de familie lieveheersbeestjes (Coccinellidae). De wetenschappelijke naam van de soort is voor het eerst geldig gepubliceerd in 1963 door Bielawski.